# Bordentown
Bordentown est une localité du comté de Burlington dans le New Jersey aux États-Unis. Elle comptait 3 969 habitants lors du recensement de 2000. Bordentown est située au confluent du Delaware avec la Blacks Creek et la Crosswicks Creek. 

## Histoire
Thomas Farnsworth, un quaker anglais, est probablement le premier Européen à s'être installé dans la région de Bordentown en 1682, lorsqu'il remonta le fleuve avec sa famille depuis Burlington pour y construire une nouvelle maison sur le promontoire dominant la courbe du Delaware. La cabane de Farnsworth était située au coin nord-ouest de l'intersection des actuelles Park Street et Prince Street. « Farnsworth Landing » devint bientôt le comptoir commercial de la région. 
Joseph Borden, qui donna son nom à la localité, arriva en 1717, et vers mai 1740 lança une société de transport pour emmener passagers et marchandises entre New York et Philadelphie. 
Vers 1776, Bordentown était pleine de patriots. En plus de Joseph Borden, qui devint colonel pendant la guerre d'indépendance, les patriots Francis Hopkinson (l'un des signataires de la Déclaration d'indépendance), le colonel Kirkbride, le colonel Oakey Hoagland et Thomas Paine résidaient dans la région. En raison de leurs activités de notoriété publique à Bordentown, les Britanniques réagirent. Des mercenaires hessiens occupèrent le village en 1776 et les Britanniques la pillèrent et la rasèrent entre mai et juin 1778.
Parmi les autres résidents célèbres on compte Clara Barton qui, en 1852, lança la première école publique gratuite du New Jersey. Miss Barton fondera plus tard la Croix-Rouge américaine.

### Famille Bonaparte

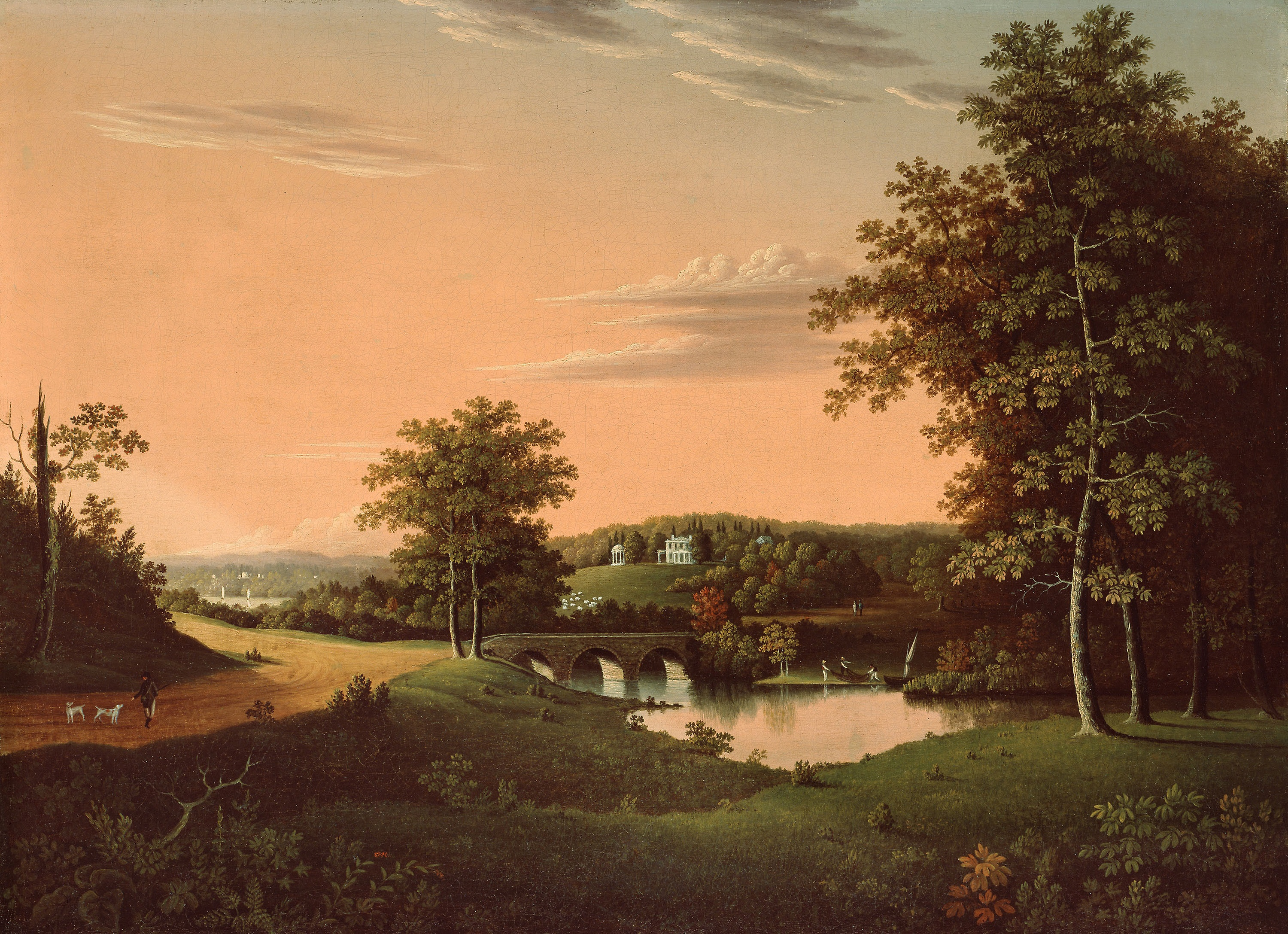
Peinture du domaine par (entre 1817 et 1820).

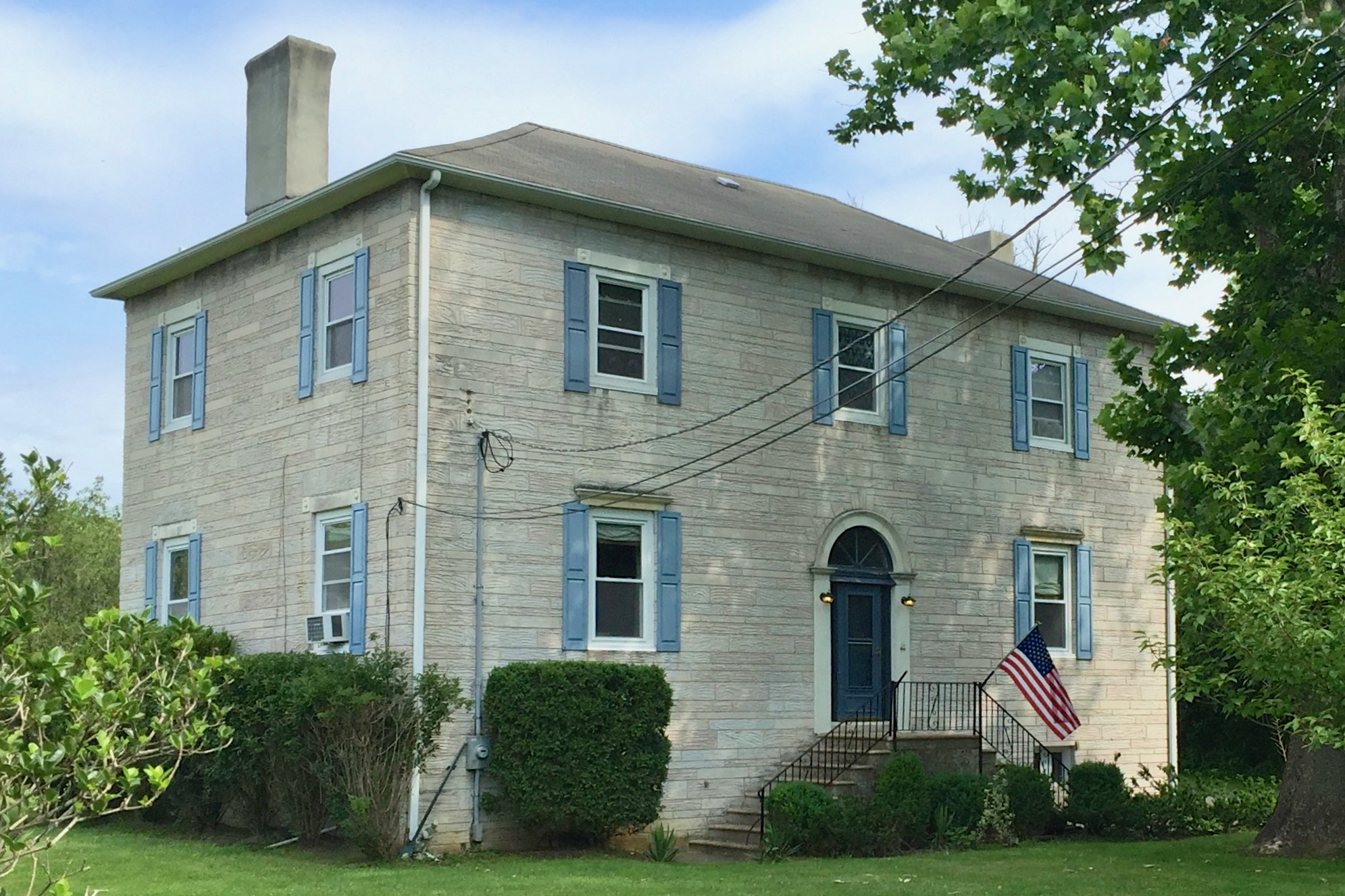
L'ancienne maison du jardinier.

Longtemps après que sa famille ait été bannie de France, en 1816, arriva à Bordentown, sous le nom d'emprunt de comte de Survilliers, Joseph Bonaparte, ex-roi de Naples et d'Espagne, frère de Napoléon Ier. Il fit réaliser un plan d'eau, près de l'embouchure de la Crosswicks Creek, qui faisait environ 200 mètres de large sur 800 de longueur. Sur un promontoire dominant le lac, il fit construire une nouvelle demeure, « Point Breeze », qui se trouvait le long de l'actuel Park Street. Elle est érigée pour un coût estimé à 50 millions de dollars actuels. Il s'agit d'un manoir de trois étages, d'une superficie de 3500 m², avec un parc de 60 ha, « un jardin de sculptures, des écuries et un lac artificiel agrémenté de ponts en brique ». Joseph Bonaparte en fait sa résidence de 1816 à 1839. Il y installe sa collection d'art et une bibliothèque de 8000 ouvrages.
En 1820, la demeure est incendiée, puis reconstruite, avant que l'ancien roi ne la quitte en 1839 pour retourner en Europe. En 1850, le nouveau propriétaire, un diplomate britannique, fait démolir l'édifice principal. De nos jours, il ne reste que des vestiges de la propriété de Bonaparte (« l'ancienne maison de jardinier, un pont, des fondations et quelques amas de briques »). 
De nombreux descendants de Joachim Murat, roi de Naples, sont aussi nés ou ont vécu à Bordentown, y ayant suivi leur oncle Joseph. Ils rentrèrent en France lorsque la dynastie des Bonaparte fut restaurée par Napoléon III (1852).
En 1977, l'ancienne maison du jardinier est classée au Registre national des lieux historiques. En décembre 2020, l'État du New Jersey acquiert le domaine pour 4,6 millions de dollars. Un musée est prévu pour s'installer dans l'édifice (collection napoléonienne de l'avocat Peter Tucci, qui comprend pour 200 000 dollars de pièces historiques, lettres, monnaies, meubles, vaisselles, etc.), tandis que des bâtiments contemporains présents sur le site accueilleront un poste de police et la nouvelle mairie de Bordentown, le reste du terrain devant être aménagé en parc public.

## Sources
- USCB, Bordentown city, New Jersey, United States Census Bureau.